# Mons Esam
Mons Esam – mała, samotna góra w północno-wschodniej części widocznej strony Księżyca, na północy Mare Tranquillitatis (Morza Spokoju). Leży na południowy wschód od krateru Witruwiusz, a na zachód-północny zachód od krateru Lyell. Na północny wschód od tego grzbietu znajduje się zatoka zwana Sinus Amoris (Zatoką Miłości).
Maksymalna średnica góry przy podstawie to 8 km. Jej nazwa, nadana w 1979 roku pochodzi od arabskiego imienia męskiego عصام. Góra to stożek utworzony w wyniku procesów tektonicznych.
Dwa niewielkie kratery zaraz na południe od Mons Esam zostały nazwane przez MUA. Są one wymienione poniżej.
| Krater | Szerokość | Długość | Średnica | Pochodzenie nazwy       |
| ------ | --------- | ------- | -------- | ----------------------- |
| Diana  | 14,3° N   | 35,7° E | 2 km     | łacińskie imię żeńskie  |
| Grace  | 14,2° N   | 35,9° E | 1 km     | angielskie imię żeńskie |